# Les Écorces
Les Écorces és un municipi francès situat al departament del Doubs i a la regió de Borgonya - Franc Comtat. L'any 2007 tenia 580 habitants.

## Demografia

### Població
El 2007 la població de fet de Les Écorces era de 580 persones. Hi havia 216 famílies de les quals 36 eren unipersonals (16 homes vivint sols i 20 dones vivint soles), 76 parelles sense fills, 100 parelles amb fills i 4 famílies monoparentals amb fills.
La població ha evolucionat segons el següent gràfic:
Habitants censats

### Habitatges
El 2007 hi havia 241 habitatges, 215 eren l'habitatge principal de la família, 18 eren segones residències i 8 estaven desocupats. 221 eren cases i 20 eren apartaments. Dels 215 habitatges principals, 193 estaven ocupats pels seus propietaris, 18 estaven llogats i ocupats pels llogaters i 4 estaven cedits a títol gratuït; 4 tenien dues cambres, 12 en tenien tres, 37 en tenien quatre i 162 en tenien cinc o més. 204 habitatges disposaven pel capbaix d'una plaça de pàrquing. A 79 habitatges hi havia un automòbil i a 130 n'hi havia dos o més.

### Piràmide de població
La piràmide de població per edats i sexe el 2009 era:
| Homes | Edats   | Dones |
| ----- | ------- | ----- |
| 0     | 95 o +  | 0     |
| 0     | 90 a 94 | 4     |
| 8     | 85 a 89 | 0     |
| 0     | 80 a 84 | 0     |
| 4     | 75 a 79 | 12    |
| 16    | 70 a 74 | 8     |
| 0     | 65 a 69 | 8     |
| 8     | 60 a 64 | 8     |
| 8     | 55 a 59 | 8     |
| 28    | 50 a 54 | 8     |
| 28    | 45 a 49 | 32    |
| 12    | 40 a 44 | 16    |
| 20    | 35 a 39 | 20    |
| 24    | 30 a 34 | 12    |
| 28    | 25 a 29 | 16    |
| 16    | 20 a 24 | 20    |
| 32    | 15 a 19 | 12    |
| 16    | 10 a 14 | 16    |
| 12    | 5 a 9   | 8     |
| 20    | 0 a 4   | 20    |

## Economia
El 2007 la població en edat de treballar era de 387 persones, 308 eren actives i 79 eren inactives. De les 308 persones actives 293 estaven ocupades (159 homes i 134 dones) i 15 estaven aturades (3 homes i 12 dones). De les 79 persones inactives 35 estaven jubilades, 32 estaven estudiant i 12 estaven classificades com a «altres inactius».

### Ingressos
El 2009 a Les Écorces hi havia 228 unitats fiscals que integraven 655 persones, la mediana anual d'ingressos fiscals per persona era de 22.041 €.

### Activitats econòmiques
Dels 12 establiments que hi havia el 2007, 1 era d'una empresa de fabricació de material elèctric, 1 d'una empresa de fabricació d'altres productes industrials, 2 d'empreses de construcció, 1 d'una empresa de transport, 1 d'una empresa d'hostatgeria i restauració, 1 d'una empresa d'informació i comunicació, 1 d'una empresa financera, 1 d'una empresa immobiliària, 2 d'empreses de serveis i 1 d'una empresa classificada com a «altres activitats de serveis».
Dels 6 establiments de servei als particulars que hi havia el 2009, 1 era una oficina de correu, 1 guixaire pintor, 2 fusteries, 1 restaurant i 1 saló de bellesa.
L'any 2000 a Les Écorces hi havia 14 explotacions agrícoles que ocupaven un total de 500 hectàrees.

## Equipaments sanitaris i escolars
El 2009 hi havia una escola elemental.

## Poblacions més properes
El següent diagrama mostra les poblacions més properes.